# Guinevere
Guinevere, ahora conocida como Dylyn (Nueva York, Estados Unidos), es una cantante estadounidense, que saltó a la fama con el sencillo «Fly Away» con la colaboración del productor canadiense Cirkut.

## Discografía

### Sencillos

#### Como Guinevere
- 2012: «Crazy Crazy»
- 2012: «Ran for My Life»
- 2013: «Fly Away»

#### Como Dylyn
- 2018: Sauvignon and a Kimono:
  - «American Nightmare»
  - «Secret»
  - «Mimosa»
  - «Flicker»
  - «Sauvignon and a Kimono»
  - «Wolf»
  - «Sober»